# Gene Clark with the Gosdin Brothers
Gene Clark with the Gosdin Brothers é o álbum de estréia de Gene Clark, lançado em fevereiro de 1967, pela Columbia Records. Foi seu primeiro trabalho depois de sua saída do grupo de folk rock The Byrds, em 1966. Embora o álbum tenha sido um sucesso crítico e estabeleceu Clark como um talentoso cantor e compositor, parecia muito próximo da data prevista para lançamento do álbum Byrds Younger Than Yesterday nos Estados Unidos e no Reino Unido, dificultando suas possibilidades de sucesso comercial. Os músicos do álbum incluem: ex-colegas de banda: Chris Hillman e Michael Clarke; Destruindo músicos da sessão da tripulação Glen Campbell, Jerry Cole, Jim Gordon e Leon Russell; futuro Byrd Clarence White; e o futuro colaborador de Clark, Doug Dillard. O duo de folk/country vocal da Gosdin Brothers adicionou backing vocals, e subsequentemente recebeu co-billing.

## Faixas
Todas as faixas de Gene Clark, exceto onde indicado.

### Lado A
1 "Echoes" (3:15)
2 "Think I'm Gonna Feel Better" (1:32)
3 "Tried So Hard" (2:18)
4 "Is Yours Is Mine" (2:25)
5 "Keep on Pushin'" (Clark, Bill Rinehart) (1:44)
6 "I Found You" (3:00)

### Lado B
7 "So You Say You Lost Your Baby" (2:07)
8 "Elevator Operator" (Clark, Rinehart) (2:53)
9 "The Same One" (3:27)
10 "Couldn't Believe Her" (1:52)
11 "Needing Someone" (2:03)

## Músicos
- Gene Clark - guitarra, gaita, vocais
- Vern Gosdin - vocais de apoio
- Rex Gosdin - vocais de apoio
- Glen Campbell - guitarra elétrica
- Jerry Cole - guitarras
- Bill Rinehart - guitarras
- Clarence White - guitarra em "Tried So Hard" "The Same One" e "Needing Someone"
- Doug Dillard - banjo elétrico em "Keep on Pushin"
- Leon Russell - piano, cravo; arranjos de cordas em "Echoes" e "So You Say You Lost Your Baby"
- Van Dyke Parks - teclados
- Chris Hillman - baixo
- Jim Gordon - bateria[1]
- Michael Clarke - bateria
- Joel Larson - bateria (sem créditos)